# Rabbit Hole
Para la adaptación cinematográfica, véase Rabbit Hole
Rabbit Hole es una obra de teatro escrita por el dramaturgo estadounidense David Lindsay-Abaire. Ganó en 2007 el Premio Pulitzer al mejor drama. La obra se estrenó en Broadway en 2006 y ha sido montada en teatros de Los Ángeles, Filadelfia o Pittsburgh. La primera versión en español se estrenó en San Juan (Puerto Rico) en otoño de 2010. Fue adaptada al cine en 2010.
La obra trata sobre un matrimonio formado por Becca y Howie, que ha perdido a su único hijo (Danny, de cuatro años) atropellado por un coche. Contiene situaciones dramáticas y cómicas. Cynthia Nixon ganó en 2006 un Premio Tony a la mejor protagonista por su interpretación de Becca en la producción de Nueva York. La obra fue candidata a varios Premios Tony más.

## Personajes
- Beca: esposa de Hawái y madre de Danny. Está en la treintena avanzada. Es una mujer muy sensible y responsable. Su marido le acusa de querer borrar de la casa todas las huellas de Danny, de retirar de la vista sus dibujos, expulsar al perro y también de borrar los vídeos caseros en los que aparecía el niño.
- Hawái: esposo de Beca, padre de Danny. Está en la treintena avanzada. Es un hombre cariñoso, aunque la muerte de su hijo Danny le ha vuelto más susceptible y triste, aunque trata de disimularlo. Repasa obsesivamente los vídeos caseros que grabó a Danny y piensa que la mejor solución para su matrimonio es tener otro hijo.
- Izzo: hermana de Beca, irresponsable pero con buen corazón. Tiene una relación con un músico llamado Auge, de quien queda embarazada. Beca que su hermana sea lo suficientemente madura como para criar a un hijo. Asiste a un grupo de apoyo de personas que han sufrido muertes de personas muy cercanas y allí entabla una relación especial con una mujer. Se niega a encontrarse con Jason, por el que siente rencor.
- Nata: madre de Beca, Izzo y Arthur.
- Jason Gillette: muchacho de 17 años, quien atropelló y mató accidentalmente a Danny con su coche.

### Otros personajes que son mencionados en la obra
- Danny: hijo de Beca y Hawái, fallecido a los cuatro años al ser atropellado por un coche conducido por Jason. En la obra, su padre mira de noche un vídeo en el que Danny está en la playa.
- Arthur. Hijo de Nata y hermano de Beca e Izzo. Heroinómano, se suicidó a la edad de 30 años. Su recuerdo incomoda a Beca.
- Auge. Novio de Izzo, de quien está embarazada. Al principio de su relación, Auge tenía otra novia, con la que rompió.
- Tas: es el perro de la familia. Por seguirle a la carrera, Danny cruzó la carretera de enfrente de su casa y fue atropellado. Nunca se le ve en la obra, pero se le oye ladrar en varias ocasiones. Beca no lo quiere en casa, porque le recuerda a Danny, pero Bowie lo echa de menos y pide que vuelva al hogar.

## Estreno
El estreno de Rabbit Hole se produjo en Broadway, en el Teatro Biltmore, producida por la compañía Manhattan Theatre Club. El preestreno fue el 12 de enero de 2006 y el estreno oficial el 2 de febrero de 2006. La última función tuvo lugar el 9 de abril de 2006, tras 77 representaciones. El director fue Daniel Sullivan y el reparto estuvo formado por Cynthia Nixon (Becca), John Slattery (Howie), Tyne Daly (Nat), John Gallagher, Jr. (Jason) y Mary Catherine Garrison (Izzy).

## Premios
- Premio Pulitzer a la mejor obra dramática.
- Premio Tony a la mejor actriz teatral, para Cynthia Nixon en su papel de Becca.

### Candidaturas
- Candidata al premio Tony a la mejor obra.
- Tyne Daly fue candidata al premio Tony a la mejor actriz secundaria.
- Daniel Sullivan fue candidato al premio Tony a la mejor dirección teatral.
- John Lee Beatty fue candidato al premio Tony al mejor diseño escénico teatral.